# Armstrong Whitworth Aircraft
Sir W. G. Armstrong Whitworth Aircraft Company nebo Armstrong Whitworth Aircraft byl britský letecký výrobce.
Armstrong Whitworth Aircraft vznikla v roce 1912 jako oddělení konstrukce letadel strojírenské společnosti Sir W.G. Armstrong Whitworth & Co., Ltd. v Newcastle upon Tyne.
V roce 1920 Armstrong Whitworth získal automobilku výrobce motorů Siddeley-Deasy. Výroba motorů a automobilové záležitosti obou společností byly odděleny do firmy Armstrong Siddeley a výroba letadel pod společností Sir W. G. Armstrong Whitworth Aircraft Company. Když se v roce 1927 společnosti Vickers a Armstrong Whitworth sloučily, aby vytvořily Vickers-Armstrongs, tak firmy Armstrong Whitworth Aircraft a Armstrong Siddeley koupil J. D. Siddeley a k nové skupině se tedy nepřipojily. Tímto vznikly dva letečtí výrobci se jménem Armstrong v názvu - Vickers-Armstrongs (obvykle známý jen jako “Vickers”) a “Armstrong-Whitworth”.
Nejúspěšnějším letadlem společnosti Armstrong-Whitworth v meziválečném období byl Siskin, který poprvé vzlétl v roce 1919 a ve službě u RAF zůstal až do roku 1932 se 485 vyrobenými kusy.
V roce 1935 J. D. Siddeley odešel do důchodu a firmu Armstrong Whitworth Aircraft koupila společnost Hawker Aircraft. Vznikla nová skupina s názvem Hawker Siddeley Aircraft. Společnosti této skupiny spolupracovaly, ale dále fungovaly jako jednotlivé subjekty.
V březnu 1936 vzlétl bombardér Armstrong Whitworth Whitley, jehož bylo celkem vyrobeno 1 814 ks a u RAF byly ve službě do konce července 1943. Během války firma Armstrong Whitworth také vyrobila 1 332 letounů Avro Lancaster a navrhla bombardér a průzkumný letoun Armstrong Whitworth Albemarle, který pak vyráběla společnost A. W. Hawksley Ltd, také součást skupiny Hawker Siddeley.
Od 1945 do roku 1951 Armstrong Whitworth v Bagintonu vyrobil 281 letounů Avro Lincoln. Poté během padesátých let v továrnách v Bitteswellu a Bagintonu pro Royal Air Force, Royal Navy a belgické letectvo vyrobil mnoho stíhaček Gloster Meteor,, proudových stíhaček Hawker Sea Hawk, Hawker Hunter a Gloster Javelin.
Dopravní letadlo Armstrong Whitworth Apollo nebylo úspěšné a společnost byla nakonec sloučena s další společností Hawker Siddeley - Gloster Aircraft Company, aby v roce 1961 vytvořila firmu Whitworth Gloster Aircraft. Poslední produkt společnosti Armstrong Whitworth, letoun Argosy, byl vyráběn jako Hawker Siddeley Argosy.